# Маркин, Юрий Иванович
Юрий Иванович Маркин (21 февраля 1942, Астрахань — 19 декабря 2022, Москва) — советский и российский джазмен, композитор, педагог.
Создатель молодёжного джаз-рок ансамбля «Шаги Времени», группы «Джазовая опера» и др. Автор книги «Рассказы о джазе и не только…»
Стал известен в конце 1960-х годов как участник московских фестивалей и один из первых профессиональных джазовых композиторов.

## Биография
В 1959 году поступил в Астраханское музыкальное училище по классу контрабас. Окончил три курса.
В 1964 году поступил в Московскую Консерваторию на отделение композиции к Родиону Константиновичу Щедрину. Проучился до второго курса и был отчислен за нарушение дисциплины и задолженности по общественно-политическим дисциплинам. Потом восстановился, но вскоре сам бросил учёбу.
В 1980 году дополнительно окончил 2-е Московское Областное Музыкальное Училище имени С. С. Прокофьева по классу фортепиано.
С 1962 года Юрий Маркин являлся участником различных коллективов в джазовом мире Москвы (см. в разделе «Творческая биография»).
С 1977 по 1990 год работал преподавателем и заведующим на Эстрадном отделении 3-го областного музыкального училища (г. Электросталь)
С 1991 вёл педагогическую деятельность (аранжировка, ансамбли) в Государственном музыкальном училище эстрадно-джазового искусства (ГМУЭДИ)
С 2000 года член Союза композиторов России. Композиторское творчество Юрия Маркина включает симфоническую и джазовую музыку.
В результате обширного инсульта в 1995 году у Юрия Маркина была парализована левая рука. Для продолжения творческой деятельности он разработал отдельный фортепианный стиль «One Hand Piano», позволяющий исполнять сразу мелодическую и гармоническую линии. Игра одной рукой в данном стиле создаёт иллюзию «обычной», двуручной игры. Также для одноручного исполнения Юрий Маркин разработал способ игры блок-аккордами, при котором бибоповская мелодическая линия гармонизуется, фактически импровизируя аранжировку.
Продолжал концертную деятельность, выступая в клубах Москвы со своим квартетом, а также писал музыку для исполнения творческими коллективами.
Юрий Маркин писал произведения не только для больших и камерных оркестров, но и для индивидуальных исполнителей (концерты для солиста с оркестром, сонаты, прелюдии, сюиты и отдельные пьесы), для малых составов, и не только в джазовом стиле, но и в академической манере.
Произведения Юрия Маркина исполняют известные коллективы и музыканты: Народный артист России Анатолий Кролл со своим оркестром, Оркестр « Радио культура» под руководством Игоря Контюкова, Оркестр имени Лундстрема под руководством заслуженного артиста России Бориса Фрумкина, оркестр «Фонограф» и трио заслуженного артиста России Сергея Жилина, Аркадий Шилклопер, заслуженный артист России Сергей Резанцев, лауреат международных конкурсов Алексей Круглов, профессор Академии музыки Маргарита Шапошникова, камерный ансамбль «Новый стиль» под управлением профессора Барселонской консерватории Семёна Сона и другие.
Скончался 19 декабря 2022 года. Урна с прахом захоронена в колумбарии Ваганьковского кладбища (закрытая часть, секция 63Б).

## Творческая биография
Концертную деятельность начал в 1962 году в качестве пианиста в Джаз-ансамбле Хабаровской краевой филармонии, руководимом тенор-саксофонистом Станиславом Григорьевым, где проработал до 1963 г.
Во время учёбы в консерватории одновременно работал музыкантом в коллективах Московского Объединения Музыкальных Ансамблей (МОМА), а также в 1964-65 гг. пианистом и аранжировщиком в ансамбле п/у Заслуженного артиста РСФСР Владимира Шубарина («Танцы в современных ритмах»).
В 1967 году в качестве контрабасиста участвовал в квинтете «Кафе Молодёжное» п/у пианиста Вадима Сакуна. Выступал с ансамблем на джазовых фестивалях.
В эти же годы также писал музыку для театра «Современник» и на ТВ.
С 1968 года по 1970-е годы работал артистом оркестра в организации Москонцерт.
В 1968—1969 годах в качестве контрабасиста участвовал в квартете Алексея Козлова — Александра Пищикова. Брал джазовые уроки у Германа Лукьянова недолго участвовал в его трио (Г. Лукьянов — флюгельгорн, Ю. Маркин — фортепиано, контрабас, Михаил Кудряшов — ударные).
В 1970-е годы работал в Москонцерте в Джаз-оркестре п/у А. Горбатых в качестве пианиста, басиста и аранжировщика. В эти же годы (с 1974 по 1977) работал пианистом и аранжировщиком в Государственном эстрадном оркестре п/у народного артиста СССР Леонида Утесова (Росконцерт).
В 1978—1979 годах создал молодёжный джаз-рок ансамбль «Шаги Времени» и успешно выступал с ним на фестивалях.
В 1980—1983 годах руководил любительским (при ДК «Медик») биг-бэндом, который давал концерты в Москве и выступал на фестивалях. В последующие годы создавал ансамбли, в которых участвовали Сергей Гурбелошвили, Вячеслав Преображенский, Александр Ростоцкий и другие. В эти же годы участвовал в ансамблях Владимира Данилина и Андрея Товмасяна как контрабасист.
В 1990-х годах сотрудничал с Джаз-оркестром Анатолия Кролла и написал для него программу «Русская классика в джазовой обработке». В эти же годы создал квартет из педагогов музыкального училища им. Гнесиных (Сергей Рязанцев — альт-саксофон, Анатолий Соболев — контрабас, Аркадий Баклагин — ударные, Юрий Маркин — фортепиано, аранжировка). В репертуаре — джазовые обработки русской и зарубежной классики и джазовые стандарты (в коллекционной серии Александра Эйдельмана вышло три CD: «Времена года» П. И. Чайковского, «Князь Игорь» А. П. Бородина и «Кармен» Ж. Бизе).
В 1999 году со своим трио (Вардан Цатурян — контрабас, Ильдар Абдрашитов — ударные, Юрий Маркин — фортепиано) выступал в Большом зале Московской консерватории в концертном абонементе Алексея Баташева «Авторский джаз».
С 1997 по 2000 годы Ю. Маркин возглавлял созданную им труппу «Джазовая опера» при Джаз-Арт-Клубе А. Эйдельмана и осуществил восемь постановок, среди которых «Саксофонист» по новелле Х. Кортасара «Преследователь», «Про Маргариту и Мастера» по роману М. Булгакова и др.
Автор 12 джазовых опер, двух балетов, шести симфоний, две из которых написаны для симфонического оркестра и рок-группы.

### Наиболее известные произведения
«Я верю в Атлантиду» (использована в фильме Дом Солнца Г. Сукачёва), «Точка опоры», «Африканская маска», «Родео», «Скифские курганы», «Древнерусские картины», «Замкнутый круг», «Весенние песнопения».
Джазовые оперы «Епифанские шлюзы» (по повести А. Платонова Епифанские шлюзы), «Про Мастера и Маргариту» (по роману М. Булгакова Мастер и Маргарита, либретто автора), «Саксофонист» (по новелле Хулио Кортасара «Преследователь», либретто автора), «Скифский меч» (по повести С. Фингарет «Скифы в остроконечных шапках», либретто автора), «Кинжал на счастье» (по трагедии У Шекспира Ромео и Джульетта, либретто автора).

### Печатные издания
- Маркин Ю. Старинные танцы для джаз-ансамблей. — М., 1997. Маркин Ю. Авторские джазовые пьесы для ансамблей комбо.
- Школа джазовой импровизации / Ю. И. Маркин. Ч. I: Теория. (1994)
- Школа джазовой импровизации / Ю. И. Маркин. Ч. II: Хрестоматия. (1994)
- Джазовый словарь (1994)
- Сборник упражнений по мелодической фигурации джаза (1994)
- Играем босса-нову — ноты для фортепиано (1998)
- Песни наших отцов в джазовой обработке, (2001)
- Русская популярная классика в джазовой обработке (2003)
- Мои первые шаги в джазе (Фортепианные пьесы), (2004)
- Литературно музыкальный альманах «Молодёжная эстрада. Играем джаз». — № 4—5—6. — М.: ЗАО «РИФМЭ „Молодёжная эстрада“», 2006.
- Свингуем вместе. Фортепианные пьесы в обработке Ю. И. Маркина. (2008)
- Джазовые сонаты (2008)
- Шесть джазовых инвенций для фортепиано (2009)
- 24 джазовые прелюдии для фортепиано. (2009)
- Инструментовка и аранжировка для больших джазовых оркестров
- Мелодии джазовой Москвы (2002)

### Дискография
- Джаз — 67, пластинка (1968)
- Джаз — 68, пластинка (1969)
- Джаз — 78, пластинка (1979)
- Джаз — 82, пластинка (1983)
- CD диск Старинные танцы (1991)
- Yuri Markin-trio+1 (July 8 1994)
- CD диск Carmen, Ж. Бизе (1996)
- Альбом: Yuri Markin Plays Prokofiev Music From Ballets (2010)
- CD диск Времена года джазовая сюита, П. И. Чайковский (2002, 2014)
- CD диск Князь Игорь джазовая сюита, С. Бородин (2002, 2014)
- Трио Сергея Жилина «Чайковский в джазе» (авторская обработка Юрия Маркина). Виниловая пластинка на фирме Мелодия (2014)
- CD и digital. Двойной альбом «On a Large Scale» (FancyMusic, 2017). Алексей Круглов и его Оркестр «Круглый Бенд» при участии Аркадия Шилклопера представляют музыку Юрия Маркина. Альбом приурочен к 75-летию автора.

### Литературное творчество
Представлено на различных литературных ресурсах, включая портал проза.ру, под псевдонимом Георг Альба.
Наиболее известные произведения: «Рассказы о джазе и не только…», «Зигзаги джаза», «Империя джаза».

## Награды
- Благодарность Министра культуры Российской Федерации (24 декабря 2003 года) — за большую работу, поведённую Государственным музыкальным училищем эстрадно-джазового искусства по организации и проведению конкурса[1].